# Oude Geuze 3 Fonteinen
Oude Geuze 3 Fonteinen is een Belgisch bier.
Het bier wordt gebrouwen in Geuzestekerij 3 Fonteinen te Beersel.
Oude Geuze 3 Fonteinen is een oude geuze met een alcoholpercentage van 6%. Het is een volledig natuurlijk bier, een menging van jonge en oude lambiek (samengesteld uit 1-, 2- en 3-jarige lambiek), gerijpt op eiken vaten. Nadien is de geuze nog minstens 6 maanden gerijpt en hergist op de fles. Het bier kan tot 10 jaar bewaard worden.
“Oude geuze” is door het Vlaams Centrum voor Agro- en Visserijmarketing (VLAM) erkend als streekproduct. Bovendien is het een door de Europese Unie beschermd label of Gegarandeerde traditionele specialiteit (GTS).